# Sozinhos em Berlim
Alone in Berlin (bra/prt: Sozinhos em Berlim) é um filme teuto-franco-britânico de 2016, do gênero drama histórico de guerra, dirigido por Vincent Pérez, com roteiro dele e Achim von Borries, baseado no romance fictício de 1947, Jeder stirbt für sich allein, de Hans Fallada.
Eestrelado por Emma Thompson, Brendan Gleeson e Daniel Brühl e ambientado na Segunda Guerra Mundial, o filme centra-se na história de uma casal que apoiava Adolf Hitler, mas muda de lado após receber a notícia de que seu único filho morrera em combate.
O filme, cujas gravações tiveram início em 27 de março de 2015, em Berlim, foi selecionado para disputar o Urso de Ouro no Festival internacional de Cinema de Berlim.